# Абдель-Монеим Абуль-Футух
Абдель-Монеим Абуль-Футух (ар. عبد المنعم ابو الفتوح عبد الهادي; род. 15 октября 1951) — египетский политик, генеральный секретарь Союза арабских врачей, умеренный исламист. В 1987—2009 годах входил в руководство движения «Братья-мусульмане». Участвовал в качестве кандидата в выборах президента Египта 2012 года, занял четвёртое место.

## Биография
Родился в египетском губернаторстве Гарбия. Его отец был государственным служащим; известно, что он посещал проповеди основателя исламистского движения «Братья-мусульмане» имама Хасана аль-Банны. Однако участником движения отец Абдель-Монеима не стал, поскольку ему не нравилось, что «Братья-мусульмане» «смешивали политику и религию».
Абуль-Футух учился в школе Аль-Ибрагимия, одной из самых политизированных школ в Египте. Сначала он поддерживал панарабистский курс президента Гамаля Абдель-Насера, активно преследовавшего оппозицию — как коммунистов, так и исламистов. Но когда в 1967 году в ходе так называемой Шестидневной войны войска Египта были разгромлены израильской армией, Абуль-Футух, как и многие его сверстники, разочаровался в политике Насера и обратился к религии.
В 1970 году Абуль-Футух поступил на факультет медицины Каирского университета, который окончил с отличием в 1976 году. Позднее Абуль-Футух стал магистром в области управления больницами на факультете коммерции Хелуанского университета. Кроме того, известно, что он получил степень бакалавра права на юридическом факультете Каирского университета.
Во время учёбы в Каирском университете Абуль-Футух выступил одним из основателей студенческой группы Аль-гамаа аль-денейя (буквально «религиозная группа») и стал её лидером. Группа противостояла влиятельным в студенческой среде группам, разделявшим идеологию «левых». По некоторым данным, религиозные группы в университете поддерживались занявшим президентский пост после смерти Насера Анваром Садатом, который использовал их в борьбе с левыми движениями; Абуль-Футух, впрочем, категорически отвергал такую поддержку. В 1972 году группа Абуль-Футуха приняла участие в выборах студенческих советов и получила контроль над большинством из них; в этом же году она была переименована в Аль-гамаа аль-исламия («исламская группа»). В 1973 году Абуль-Футух возглавил студенческий союз университетского медицинского колледжа, а в 1975 году стал главой студенческого союза Каирского университета и секретарём медиакомитета университетов Египта.
К 1975 году руководители «Братьев-мусульман» установили контакты с Абуль-Футухом и его окружением. В 1976 году он, некоторые другие лидеры Аль-гамаа аль-исламия, а затем и значительная часть группы присоединились к движению — несмотря на то, что деятельность «Братьев-мусульман» не приветствовалась администрацией Садата.
В январе 1977 года Абуль-Футух участвовал в волнениях, вызванных недовольством экономической политикой президента Садата. В том же году Абуль-Футух на встрече студентов с главой государства открыто назвал его окружение лицемерами. В 1981 году президент Садат был убит исламистами; к его убийству была причастна и Аль-гамаа аль-исламия, которая со временем развилась в радикальную террористическую группировку. Новым президентом Египта стал Хосни Мубарак.
С конца 1970-х годов Абуль-Футух активно участвовал в деятельности движения «Братья-мусульмане»: хотя в период правления Мубарака оно было формально запрещено, во многих случаях власти мирились с его деятельностью. В 1984 году Абуль-Футух участвовал в кампании «Братьев-мусульман», предшествовавшей парламентским выборам в Египте, а в 1987 году он был избран в руководящий совет «Братьев-мусульман» и оставался в нём долгое время. При этом политик — как член запрещённой группировки — неоднократно подвергался преследованиям. В частности, Абуль-Футух в сентябре 1981 года был задержан в рамках расследования предполагаемого заговора исламистских групп. Позднее, в 1996—2001 годах, политик также находился под арестом.
Ещё своего до пятилетнего заключения Абуль-Футух работал помощником генерального секретаря Союза арабских врачей. Освободившись из тюрьмы в 2001 году, он сам был избран на пост генерального секретаря этой организации (в этом качестве он упоминался в СМИ и в 2011 году).
В 2000-е годы Абуль-Футух стал фактическим главой умеренного крыла «Братьев-мусульман». В 2002 году после смерти лидера движения Мустафы Машхура Абуль-Футух даже рассматривался прессой в качестве его возможного преемника. Жёстко критикуя правивший режим, политик, тем не менее, говорил о необходимости налаживания диалога движения с поддерживавшими Мубарака западными странами, выступал в защиту прав женщин и религиозных меньшинств. Представители возглавляемого Абуль-Футухом умеренного крыла «Братьев-мусульман» выступали против предложенной радикальными членами движения политической платформы, предполагавшей создание исламского государства с ограничением на занятие немусульманами и женщинами государственных постов и активное вмешательство в политику мусульманских богословов. Абуль-Футух также получил известность как один из сторонников преобразования египетских «Братьев-мусульман» в политическую партию. При этом он продолжал подвергаться преследованиям: так, он задерживался в 2005 году, а в 2009 году провёл в заключении несколько месяцев.
В декабре 2009 года при выборах нового состава руководящего совета «Братьев-мусульман» Абуль-Футух, находившийся в конфронтации со многими консервативными лидерами «Братьев-мусульман», был вынужден покинуть руководство движения. Одним из инициаторов ухода Абуль-Футуха стал Мохаммед Мурси.
В феврале 2011 года после нескольких недель антиправительственных выступлений в Египте Мубарак был вынужден уйти в отставку с поста президента. Власть была передана Верховному совету вооружённых сил во главе с Хусейном Тантави, который должен был подготовить проведение новых парламентских и президентских выборов в стране. В апреле 2011 года «Братья-мусульмане» объявили, что не собираются выдвигать собственного кандидата на пост президента и не поддержат тех членов движения, которые выразят намерение участвовать в выборах в качестве кандидатов. Несмотря на это, уже в мае Абуль-Футух объявил о желании как независимый кандидат баллотироваться на президентский пост. После этого в июне 2011 года совет движения «Братья-мусульмане» исключил Абуль-Футуха из организации. При этом в прессе отмечалось, что Абуль-Футуха поддерживает молодое поколение «Братьев-мусульман».
В феврале 2012 года египетские власти сообщили о намерении провести президентские выборы в конце мая того же года. 23 февраля 2012 года, незадолго до начала предвыборной кампании, на Абуль-Футуха было совершено нападение, в результате которого был похищен его автомобиль, а сам он был избит. После этого ряд политических сил Египта подвергли жёсткой критике военные власти, которые не смогли обеспечить безопасность известного политика.
В апреле 2012 года Абуль-Футух был официально зарегистрирован как один из тринадцати кандидатов на пост главы Египта, в то время как ряду других претендентов в регистрации было отказано. В первом туре президентских выборов, состоявшемся 23-24 мая, Абуль-Футух занял четвёртое место: его поддержали 19,98 процента проголосовавших. Во второй тур прошли Мурси, представлявший «Братьев-мусульман», и бывший премьер-министр Египта Ахмед Шафик.
Абуль-Футух — автор книги мемуаров «A Witness to the History of Egypt’s Islamic Movement», изданной в 2010 году.